# Hrekove Pershe
Hrekove Pershe  (ucraniano: Грекове Перше) es una localidad del Raión de Kotovsk en el Óblast de Odesa de Ucrania. Según el censo de 2001, tiene una población de 127 habitantes.